# Marula
Sclerocarya birrea
Espèce
Synonymes
- Poupartia birrea (A.Rich.) Aubrév.[1]
- Sclerocarya birrea subsp. birrea[1]
- Spondias birrea A.Rich.[1]

Le marula (Sclerocarya birrea) (skleros = dur, karya = noix, en référence au noyau que l'on retrouve à l'intérieur des fruits charnus, appelé encore localement « arbre-éléphant ») est un arbre dioïque de taille moyenne.
Comme le manguier, le pistachier ou l'anacardier, il appartient à la famille des Anacardiacées.

## Répartition
On le trouve dans les régions boisées du sud de l'Afrique, ainsi que dans la partie sub-sahélienne de l'ouest africain. La répartition de cette espèce sur le continent africain a suivi la migration des Bantous, car elle est un élément important de leur alimentation depuis des temps immémoriaux. 

## Description

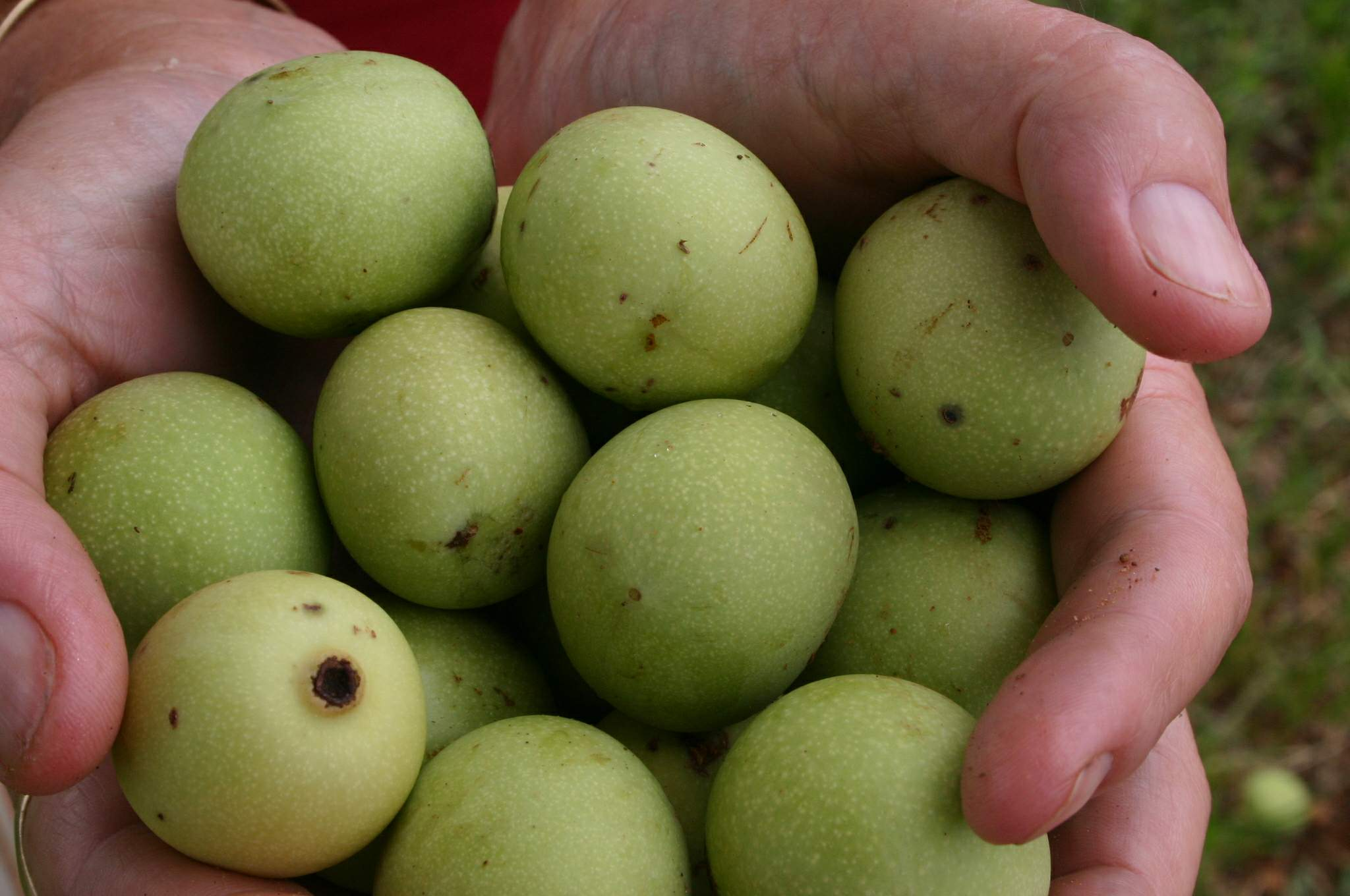
Fruits verts de Marula.

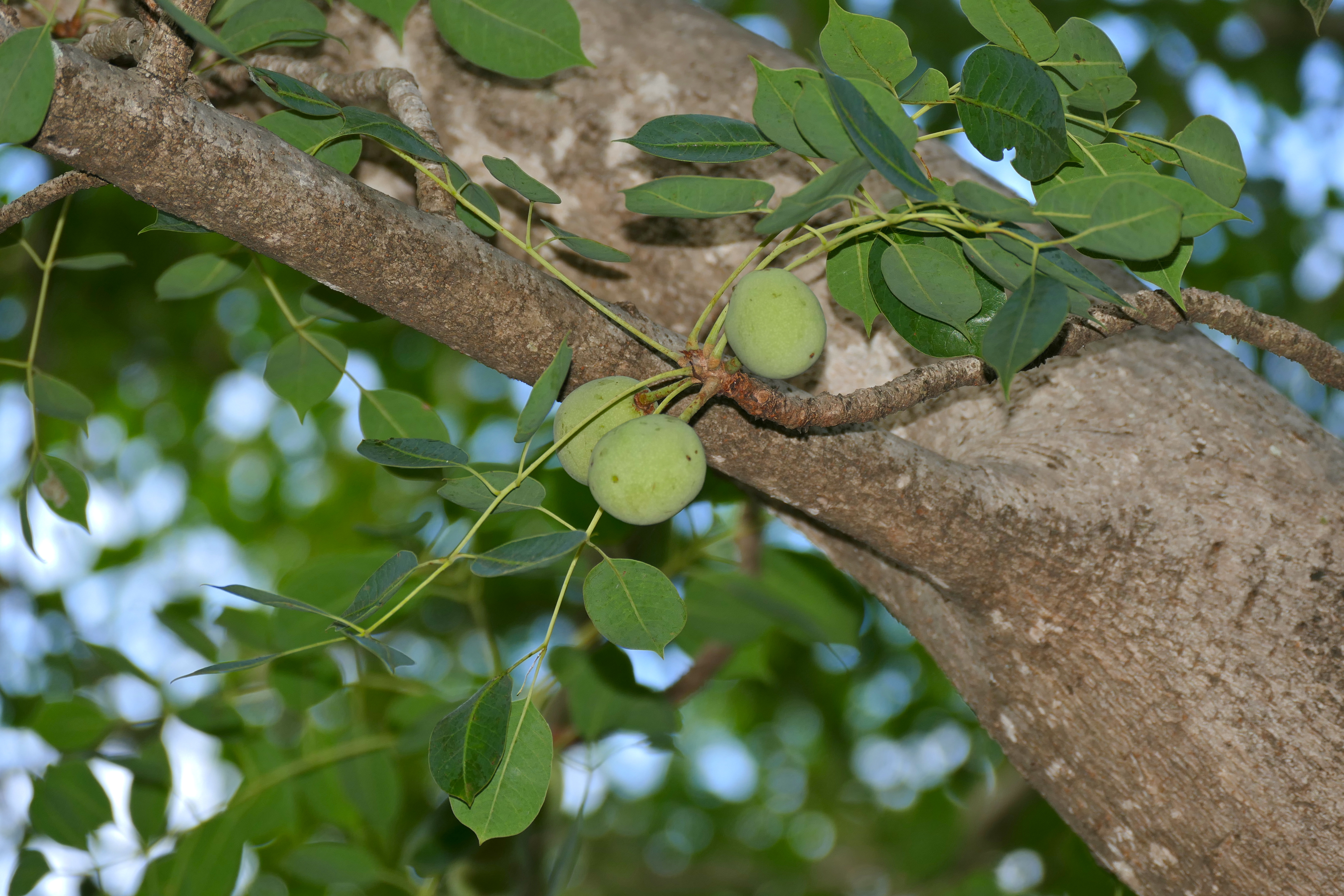
Fruits sur l'arbre.

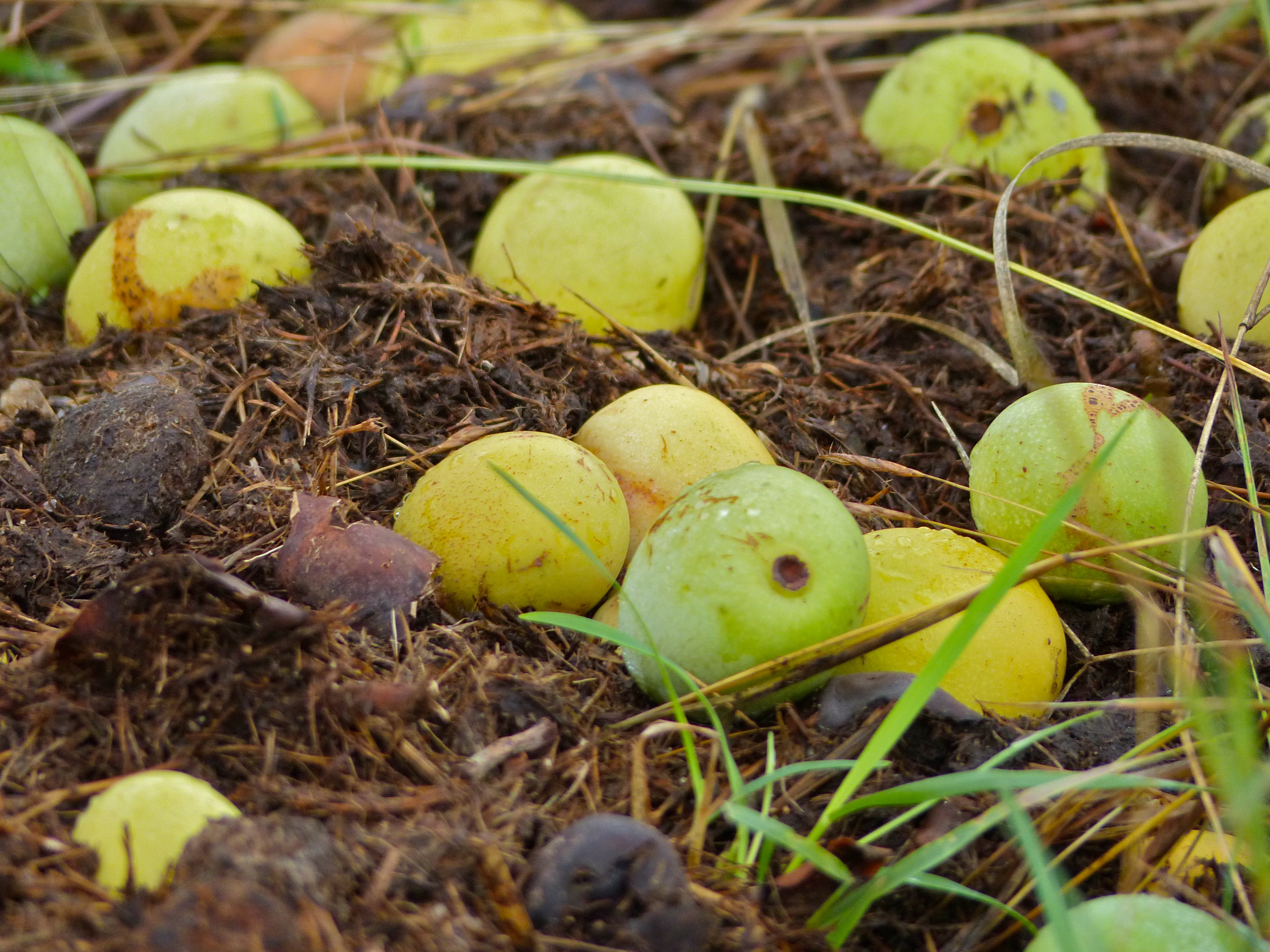
Fruits mûrs tombés au sol.

L'arbre est à simple tronc et développe une cime en forme de large couronne. Il est caractérisé par une écorce chinée grise. L'arbre peut atteindre 18 m de hauteur principalement en basses latitudes et forêts ouvertes.
Ses feuilles imparipennées disparaissent lors de la saison sèche pour économiser de l'eau.
Les fleurs blanches et roses apparaissent avant la feuillaison et donnent des fruits qui, une fois mûrs, ont une peau jaune-clair et une chair blanche.
Très riches en vitamine C, environ 8 fois la quantité trouvée dans une orange, ces drupes charnues ont un goût âpre avec une forte saveur de térébenthine. Une trop forte consommation des fruits fermentés peut mener à un état d'ébriété.
À l'intérieur des fruits, on retrouve un noyau très dur de la taille d'une noix. Une fois séchés, ces noyaux laissent s'échapper 2 (parfois 3) graines cylindriques à une de leurs extrémités. Ces graines ont un goût délicat de noisette et sont très recherchées, en particulier par de petits rongeurs qui savent ronger les noyaux exactement là où les graines sont localisées.

## Utilisation
- Les amandes des graines sont riches en lipides et en protéines avec un goût subtil de noisette. Elles constituent une importante source d'énergie en cas de besoin.
- Les fruits sont couramment mangés frais ou utilisés pour préparer des jus, des gelées et de la liqueur (Amarula).
- Le marula peut être utilisé pour obtenir du bioéthanol, utilisé comme carburant pour les transports.
- L'écorce est utilisée en traitement brun utilisé dans l'artisanat traditionnel. Les feuilles sont mâchées pour lutter contre les indigestions et brûlures d'estomac.
- L'infusion des fruits est utilisée pour laver le bétail infesté par les tiques. Les fruits sont considérés comme un puissant insecticide.
- Son huile est parfois utilisée en cosmétique, notamment dans des crèmes pour les mains.
- Le fruit du marula est mangé par de nombreux animaux dans le sud de l'Afrique. Dans le film de Jamie Uys Animals Are Beautiful People, sorti en 1974, des scènes montrent des éléphants, des autruches, des phacochères et des singes saouls après avoir consommé des fruits fermentés. Plus tard, des recherches ont mis en évidence que ces scènes, au moins chez les gros animaux, étaient improbables et de toute évidence truquées. Pour que des fruits fermentés aient un effet sur un éléphant, il en faudrait une quantité énorme, et les autres animaux préfèrent le fruit juste à point. La quantité d'eau bue chaque jour par un éléphant diluerait aussi l'effet des fruits, de sorte qu'il n'en serait pas affecté[2]. Plus tard d'autres témoignages ont démontré le goût particulier des éléphants pour ce fruit, et d'autres vidéos montrent l'état d'ébriété de ces animaux après dégustation de marula[3]. Les images du film seraient donc authentiques.
- On peut appliquer une infusion faite avec l'intérieur de l'écorce du marula pour diminuer la douleur causée par des piqûres de scorpions ou de serpents.

## Synonymes
Noms vernaculaires : maroela (Afrikaans), Boran (Kenya) - didissa ; anglais - jelly plum, cat thorn, morula, cider tree, marula, maroola nut/plum ; Hausa - dania ; Kamba (Kenya) - muua ; Kwangali - ufuongo ; Lovedu - marula ; Maasai (Kenya) - ol-mangwai ; Meru (Kenya) - mura; Ndebele - iganu, ikanyi, umganu, umkano ; Pedi [fruits] - lerula, marula ; Pedi [arbre] - morula, merula ; Pokot (Kenya) - oruluo ; portugais (Mozambique) - canhoeiro ; Ronga (Mozambique) - ncanhi ; Sebei (Kenya) - katetalum ; Shangaan - nkanyi, inkanyi ; Shona - mutsomo, mukwakwa, mushomo, muganu, mupfura ; Shona [fruits] - pfura ; Shona [arbre] - mufura, mafuna, marula ; Swahili, Diga (Kenya) - mng'ongo ; Swati - umganu ; Swazi - umganu ; Tonga - tsua, tsula, umganu ; Tswana - morula ; Tugen (Kenya) - tololokwo ; Zulu [fruits] - amaganu, [graines] - umganu, [arbre] - umganu.

## Liste des variétés et sous-espèces
Selon Catalogue of Life (22 septembre 2017) :
- sous-espèce Sclerocarya birrea subsp. birrea
- sous-espèce Sclerocarya birrea subsp. caffra
- sous-espèce Sclerocarya birrea subsp. multifoliolata

Selon NCBI (22 septembre 2017) :
- sous-espèce Sclerocarya birrea subsp. caffra

Selon The Plant List (22 septembre 2017) :
- sous-espèce Sclerocarya birrea subsp. caffra (Sond.) Kokwaro
- sous-espèce Sclerocarya birrea subsp. multifoliolata (Engl.) Kokwaro

Selon Tropicos (22 septembre 2017) (Attention liste brute contenant possiblement des synonymes) :
- sous-espèce Sclerocarya birrea subsp. birrea Hochst.
- sous-espèce Sclerocarya birrea subsp. caffra (Sond.) Kokwaro
- sous-espèce Sclerocarya birrea subsp. multifoliolata (Engl.) Kokwaro
- variété Sclerocarya birrea var. birrea
- variété Sclerocarya birrea var. multifoliolata Engl.